# Entosthodon subintegrus
Entosthodon subintegrus är en bladmossart som beskrevs av H. A. Miller, H. O. Whittier och B. Whittier 1978. Entosthodon subintegrus ingår i släktet koppmossor, och familjen Funariaceae. Inga underarter finns listade i Catalogue of Life.